# Dusona subnigra
Dusona subnigra är en stekelart som först beskrevs av Tosquinet 1903.  Dusona subnigra ingår i släktet Dusona och familjen brokparasitsteklar. Inga underarter finns listade i Catalogue of Life.